# Ceresa (Gattung)
Ceresa ist eine Gattung der Buckelzikaden oder Buckelzirpen (Membracidae), einer Familie der Rundkopfzikaden (Cicadomorpha) aus der Überfamilie der Membracoidea.
Die Gattung enthält 34 Arten, die ausschließlich in der Neotropis vorkommen.
Die Arten der Gattung Ceresa sind etwa 6,5 bis 10 mm lang. Die meisten Arten sind gelblich,  grün, braun oder rotbraun gefärbt, manchmal mit hellen Flecken. Das Pronotum ist  mehr oder weniger helmförmig, mit einer Spitze nach hinten und vorne zwei seitlichen Dornen. Man kann aber Arten nur sicher in die Gattung zuordnen wenn man die männlichen Genitalstrukturen untersucht. Einen ähnlichen Habitus findet man zum Beispiel auch bei den Gattungen Spissistilus, Stictocephala, Stictolobus, Tomogonia und Vestistilus.
Lebensweise: Die Arten der Gattung Ceresa leben einzeln auf verschiedenen Pflanzen und saugen Phloem. Die Eier werden an Pflanzen, bei manchen Arten je 4 bis 15 Eier gemeinsam, bei anderen Arten einzeln abgelegt. Brutpflege findet nicht statt. Ceresa nigripectus ist ein potentieller Schädling für Luzerne.

## Literatur

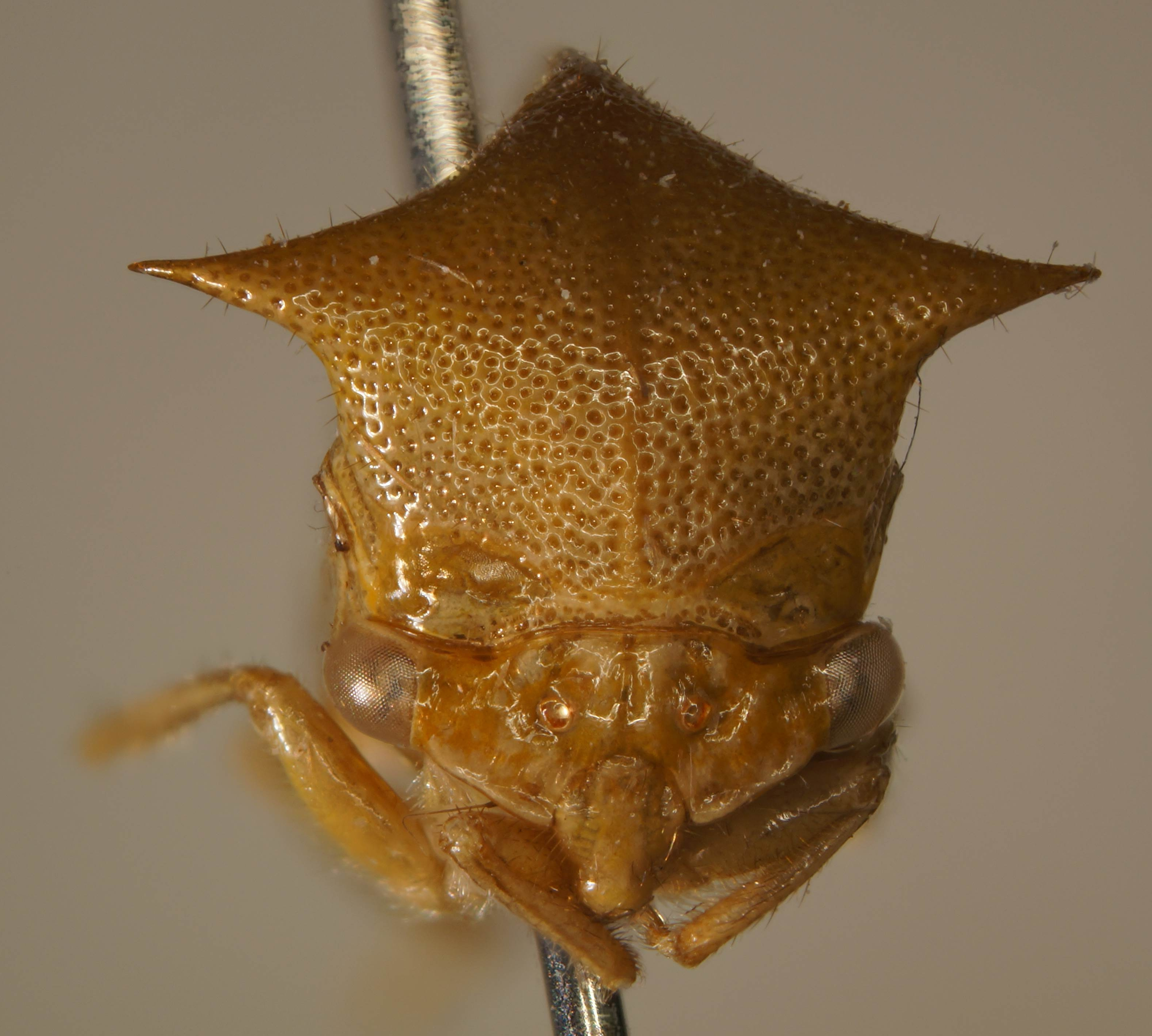
Ceresa vitulus von vorne, gleiches Tier wie oben